# Bustillo del Oro
Bustillo del Oro – gmina w Hiszpanii, w prowincji Zamora, w Kastylii i León, o powierzchni 15,36 km². W 2011 roku gmina liczyła 97 mieszkańców.